# فضاء إقليدي

كل نقطة في فضاء إقليدي ثلاثي الأبعاد تحدد بواسطة ثلاث إحداثيات.

الفضاء الإقليدي (بالإنجليزية: Euclidean space)‏ أو الفضاء المتجهي الإقليدي  هو فضاء متجهي {\displaystyle E} معرف على حقل الأعداد الحقيقية {\displaystyle \mathbb {R} } مزود بجداء سلمي {\displaystyle \langle x|y\rangle } (لكل عنصر{\displaystyle x} و {\displaystyle y}من {\displaystyle E}) و بُعده منتهٍ. الفضاء المتجهي {\displaystyle \mathbb {R^{n}} } مثال على الفضاء الإقليدي.

الكرة، هو أكثر الأشكال كمالا في الفضاء نسبة إلى المدرسة الفيثاغورية، وهي أيضا مفهوم مهم جدا في الفهم العصري للفضاءات الإقليدية

الفضاء الإقليدي هو الفضاء الرئيسي للهندسة الكلاسيكية. في الأصل كان هذا الفضاء معرفا فضاء ثنائيَ وثلاثيَ الأبعاد. فيما بعد، عُمم ليصبح من الدرجة n.
قدم علماء الهندسة الإغريق مفهوم الفضاء الإقليدي من أجل نمذجة الكون. الإبداع الكبير الذي جاء به هؤلاء العلماء هو البرهان على جميع خصائص هذا الفضاء في شكل مبرهنات توصلوا إليها انطلاقا من مجموعة من الموضوعات أو المسلمات أو البديهيات. قسمت هذه البديهيات إلى صنفين اثنين، أحدهما هو ما هو بديهي ولا يحتاج إلى برهان (منها على سبيل المثال، البديهية التي تنص على أنه لا يمر أكثر من خط مستقيم واحد من نقطتين معلومتين) والثاني هو ما يُعتقد استحالة البرهان عليه كما هو الحال بالنسبة إلى مسلمة التوازي.
بعد تقديم الهندسة غير الإقليدية خلال القرن التاسع عشر، أعيدت صياغة الموضوعات القديمة من أجل إعطاء تعريف جديد للفضاءات الإقليدية من خلال نظام بديهيات. بُين أن تعريفا معتمدا على الفضاءات المتجهية والجبر الخطي يكافئ التعريف المعتمد على نظام البديهيات. هذا التعريف هو الأكثر استعمالا في الرياضيات المعاصرة.

## البنية المترية
الفضاء المتجهي {\displaystyle {\overrightarrow {E}}}، مرتبطا بالفضاء الإقليدي {\displaystyle E} هو فضاء جداء داخلي. انظر إلى شكل متماثل مزدوج الخطية
{\displaystyle {\begin{aligned}{\overrightarrow {E}}\times {\overrightarrow {E}}&\to \mathbb {R} \\(x,y)&\mapsto \langle x,y\rangle \end{aligned}}}

### المسافة والطول
المسافة (وبالتحديد المسافة الإقليدية) بين نقطتين اثنتين في فضاء إقليدي هي معيار المتجهة التي تعرف الإزاحة التي تربط نقطة بنقطة ثانية ؛ أي أن :
{\displaystyle d(P,Q)=\|{\overrightarrow {PQ}}\|.}
انظر إلى متباينة المثلث وإلى فضاء كامل.
{\displaystyle d(P,Q)\leq d(P,R)+d(R,Q).}

### التعامد
انظر إلى زاوية قائمة.

### الإحداثيات الديكارتية
كل فضاء متجي إقليدي يملك قاعدة ممنظمة متعامدة (فعليا، عدد هذه القواعد غير منته عندما يكون عدد الأبعاد أكبر من الاثنين، وعددهن يساوي الاثنين عندما يكون عدد الأبعاد مساويا لواحد).
تتمثل هذه القاعدة في مجموعة من المتجهات {\displaystyle (e_{1},\dots ,e_{n})} كلهن متجهات وحدة (أي أن {\displaystyle \|e_{i}\|=1})، وحيث كل متجهتين منهن متعامدتين الواحدة منهما مع الأخرى (أي أن {\displaystyle e_{i}\cdot e_{j}=0} عندما يتوفر i ≠ j).

## الطوبولوجيا
المسافة الإقليدية تجعل من الفضاء الإقليدي فضاءا متريا وبالتالي فضاءا طوبولوجيا.
المجموعات المفتوحة هن مجموعات جزئية تحتوين على جوارات كروية حول كل نقطة من نقطهن.
انظر إلى بُعد طوبولوجي وإلى تشابه الشكل البلوري وإلى طوبولوجيا فضاء جزئي وإلى فضاء كامل وإلى فضاء متراص محليا وإلى مجموعة محاطة.

## فضاءات هندسية أخرى

### الهندسة غير الإقليدية
عادة ما تشير الهندسة غير الإقليدية إلى هندسات حيث تكون موضوعة التوازي خاطئة. من بين هذه الهندسات، الهندسة الإهليلجية حيث مجموع زوايا مثلث تزيد عن المائة وثمانين درجة والهندسة الزائدية حيث مجموع زوايا مثلث تقل عن المائة وثمانين درجة. شكل المجيء بهن خلال النصف الثاني من القرن التاسع عشر ثم البرهان على أن نظريتهن متماسكة (إذا لم تكن الهندسة الإقليدية هي بدورها متناقضة) واحدا من المفارقات اللائي انبثقت منهن أزمة أسس الرياضيات خلال بداية القرن العشرين.

### الهندسة الإسقاطية
يمكن اعتبار الفضاء الإسقاطي امتدادًا للفضاء الإقليدي والذي يتضمن الكيانات اللانهائية.
في الهندسة الإسقاطية ، يتكون الفضاء الإسقاطي من نقاط وخطوط ومستويات ، حيث يشمل كل من الكيانات النهائية (أو الكيانات العادية) والكيانات اللانهائية. التي لا تنتمي إلى الفضاء الإقليدي. وبالتالي ، فالاختلاف بين الهندسة الإقليدية والهندسة الإسقاطية يكمن في وجود الكيانات اللانهائية في الفضاء الإسقاطي ، مما يسمح بمعالجة الحالات الهندسية الخاصة بطريقة أكثر اكتمالًا وتماسكًا ، مثل التوازي بين الكيانات الهندسية الرئيسية المستقيمة التي لا تتقاطع في الفضاء الإقليدي.